# Военный советник (Российская империя)

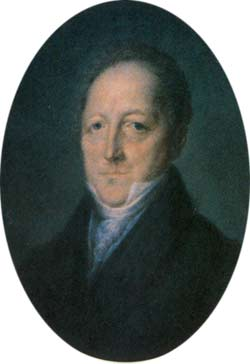
Военный советник С. Л. Пушкин

Военный советник в Российской империи — чин и классное звание по Военному ведомству.
Чин военного советника был учреждён в 1763 году как артиллерийский или инженерный военный чин 5-го класса Табели о рангах. Обладатели этого чина служили в военном ведомстве, но их служба в значительной степени носила гражданский характер. Так, в указе Александра I от 26 ноября 1808 года было отмечено, что «военные советники, пользуются всеми правами, армейскому полковнику присвоенными… но как при всем том в воинском списке они не состоят». Военный чин был упразднён в начале XIX века, при этом было учреждено классное звание военного советника; первоначально лица, имеющие это звание, могли быть пожалованы в классы Табели о рангах с 8-го по 5-й. Так, отец Александра Пушкина военный советник С. Л. Пушкин при увольнении от службы в 1817 году был пожалован чином 5-го класса. Согласно опубликованному в 1832 году в составе Свода законов Российской империи приложению к ст. 247 Свода устава о службе по определению от правительства, военный советник — классное звание по Военному ведомству, соответствующее 6-му классу.
С 17 июня 1836 года — гражданский чин 6-го класса Табели о рангах. Присвоение этого чина было прекращено в 1840-х годах. Последнее упоминание лиц, имеющих чины военных советников, в официальных изданиях Российской империи датируется 1847 годом (А. А. Котомин и Н. Е. Пикторов). Об издании нормативно-правового акта, упраздняющего этот чин, сведений не имеется.